# Agrilus parabductus
Agrilus parabductus är en skalbaggsart som beskrevs av Knull 1954. Agrilus parabductus ingår i släktet Agrilus och familjen praktbaggar. Inga underarter finns listade i Catalogue of Life.